# Beibut Shumenov
Beibut Shumenov (en russe : Бейбут Шуменов, transcription française : Beïbout Choumenov) est un boxeur kazakh né le 19 août 1983 à Chimkent.

## Carrière
Il devient champion du monde des mi-lourds WBA le 29 janvier 2010 à Las Vegas en battant aux points par décision partagée l'espagnol Gabriel Campillo lors de leur second combat. Shumenov conserve son titre le 23 juillet en dominant également aux points Vyachelav Uzelkov; le 8 janvier 2011 en stoppant au 6e round l'américain William Joppy; le 29 juillet Danny Santiago par arrêt de l'arbitre au 9e round et le 2 juin 2012 Enrique Ornelas aux points. 
Après un an et demi sans combattre, il s'impose le 14 décembre 2013 au 3e round contre Tamas Kovacs mais perd ensuite le combat de réunification des ceintures WBA & IBF contre Bernard Hopkins le 19 avril 2014.